# Беречка (річка)
Беречка, Мокра Беречка — річка в Україні, в межах Балаклійської міської громади Ізюмського району Харківської області. Права притока Сіверського Дінця (басейн Дону).

## Опис
Довжина 12 км, площа водозбірного басейну 166 км². Бере початок на північ від села Волвенкове. Тече переважно на південний-схід. Впадає до річки Сіверський Донець біля сіл Завгороднє і Петрівське

## Притоки

### Праві
- Балка Гаврилова — притока у Балаклійській міській громаді.[2]
- Балка Киздидова — притока у Балаклійській міській громаді.
- Красний яр — притока у Балаклійській міській громаді, впадає у Береку на північно-західній околиці села Волвенкове.[3]
- Середній яр — притока у Балаклійській міській громаді, впадає у Береку на північно-західній околиці села Волвенкове.[4]
- Балка Беречка (Суха Беречка) — притока у Балаклійській міській громаді. Бере початок на південно-східній стороні від села Вільне. Тече переважно на південний схід і на південно-східній околиці села Волвенкове впадає в річку Беречку.[5]
  - Яр Куста — права притока Сухої Беречки[6]
    - Яр Сухий — ліва притока яру Кусти (Куща)[7]
- Яр Спірний — притока у Балаклійській та Барвінківській міських громадах. Бере початок на північно-східній стороні від села Іванівки в урочищі Мар'ївки. Тече переважно на південний схід і на північно-західній стороні від села Петрівське впадає у річку Беречку.[8]
  - Байбачний яр — права притока Спірного Яру[9]
- Армійський яр — притока у Балаклійській міській громаді. Впадає у Беречку на північному заході від села Петрівське.[10]
  - Балка Копані — ліва притока Армійського яру у Балаклійській та Барвінківській міських громадах. Бере початок на східній околиці села Іванівки. Спочатку тече переважно на південний, далі — на північний схід і впадає в Армійський яр на заході від села Петрівське.[11]
    - Балка Ближні Копані — притока балки Копані[12]
    - Балка Дальні Копані — притока балки Копані[13]
- Яр Довгий — притока у Балаклійській міській громаді, впадає на північно-західній околиці села Петрівське.[14]
- Яр Ісаїв — притока у Балаклійській міській громаді, впадає у селі Петрівське.[15]
- Балка Каторжна — притока у Барвінківській і Балаклійській громадах, впадає у Беречку у селі Петрівське[16]

### Ліві
- Балка Мукавьєва — притока у Балаклійській міській громаді, впадає у Беречку північніше села Волвенкове
- Балка Вонюча — притока у Балаклійській міській громаді, впадає у Беречку у селі Волвенкове[17]
- Яр Полтавців — притока у Балаклійській міській громаді. Впадає у Беречку між селами Волвенкове і Петрівське[18]
- Яр Гумний — притока у Балаклійській міській громаді, протікає через село Берестянки.[19]
  - Яр Довжик — ліва притока Глумного[20]
- Яр Плоский — притока у Балаклійській міській громаді, впадає на північно-західній околиці села Петрівське.[21]

## Цікаві факти
- Долина річки з її притоками входить дл елементу Смарагдової мережі Європи UA0000297 Protopopivka-Petrivs'ke.[22]
- Басейн річки та її водозбірних балок між селами Вільне, Волвенкове, Петрівське та Іванівка належить до особливо цінних для збереження біорізноманіття степових ділянок Харківської області.[23]